# Ordre de bataille lors de la bataille de Koursk
Pour un article plus général, voir Bataille de Koursk.
Ce qui suit est l'ordre de bataille des forces militaires engagées dans la bataille de Koursk.

## Forces allemandes
L'assaut au nord est confié au groupe d'armées Centre commandé par Günther von Kluge, tandis que la partie sud est assurée par le groupe d'armées Sud d'Erich von Manstein.

### Heeresgruppe Mitte(groupe d'armées Centre)
2. Panzerarmee (Erich-Heinrich Clößner)
- 299e division d'infanterie

#### 9earmée
La 9e armée est dirigée par Walter Model.
- XX. Armeekorps (Rudolf von Roman)
  - 4. Panzer-Division
  - 12. Panzer-Division
  - 10. Panzergrenadier-Division
  - 36. Infanterie-Division
  - 45. Infanterie-Division
  - 72. Infanterie-Division
  - 137. Infanterie-Division
  - 251. Infanterie-Division
  - Kampfgruppe Esebeck
- XXIII. Armeekorps (Johannes Frießner)
  - 78. Sturm-Division
  - 216. Infanterie-Division
  - 383. Infanterie-Division
  - Infanterie-Regiment 87 (de la 36. Infanterie-Division) en réserve.
- XLI. Panzerkorps (Josef Harpe)
  - 18. Panzer-Division
  - 86. Infanterie-Division
  - 292. Infanterie-Division
- XLVII. Panzerkorps (Joachim Lemelsen)
  - 2. Panzer-Division
  - 9. Panzer-Division
  - 20. Panzer-Division
  - 6. Infanterie-Division
- XLVI. Panzerkorps (Hans Zorn)
  - 7. Infanterie-Division
  - 31. Infanterie-Division
  - 102. Infanterie-Division
  - 258. Infanterie-Division
  - Kampfgruppe Manteufel

#### 2earmée
La 2e armée est commandée par Walter Weiß.
- VII. Armeekorps (Ernst-Eberhard Hell)
  - 26e division d'infanterie
  - 88. Infanterie-Division
  - 68. Infanterie-Division
  - 75. Infanterie-Division
  - 327. Infanterie-Division
  - Sturmgeschütz Abteilung 202
- XIII. Armeekorps (Erich Straube)
  - 82. Infanterie-Division
  - 340. Infanterie-Division
  - Infanterie-Regiment (de la 327. Infanterie-Division) en réserve.

#### Réserves du groupe d'armées
- 5. Panzer-Division
- 8. Panzer-Division

### Heeresgruppe Sud (groupe d'armées Sud)

#### 4earmée
La 4. Panzer-Armee est confié à Hermann Hoth.
- LII. Armeekorps (Eugen Ott)
  - 57. Infanterie-Division
  - 255. Infanterie-Division
  - 332. Infanterie-Division
- XLVIII. Panzerkorps (Otto von Knobelsdorff)
  - 3. Panzer-Division (en réserve)
  - 11. Panzer-Division
  - Panzergrenadier-Division Großdeutschland
  - 167. Infanterie-Division
  - SS Panzer Abteilung 502[réf. nécessaire]
  - Sturmgeschütz Abteilung 911
  - Panzer Regiment 39
- 2. SS Panzer Korps (Paul Hausser)
  - 1. SS Panzergrenadier Leibstandarte Adolf Hitler
  - 2. SS Panzergrenadier Das Reich
  - 3. SS Panzergrenadier Totenkopf
  - 608 Pionner bataillon

#### Armee-Abteilung Kempf
Détachement d'armée de Werner Kempf.
- III. Panzerkorps (Hermann Breith)
  - 6. Panzer-Division
  - 168. Infanterie-Division
  - 19. Panzer-Division
  - 7. Panzer-Division
- XI. Armeekorps (Erhard Raus)
  - 106. Infanterie-Division
  - 320. Infanterie-Division
  - Sturmgeschütz Abteilung 905
- XLII. Armeekorps (Franz Mattenklott)
  - 39. Infanterie-Division
  - 161. Infanterie-Division
  - 282. Infanterie-Division

### Luftwaffe
Luftflotte 4 (4e flotte aérienne) (Wolfram von Richthofen)
- VIII. Fliegerkorps (8e corps aérien)

Luftflotte 6 (6e flotte aérienne) (Robert von Greim)
- 1. Flieger-Division (1re division aérienne)

## Ordre de bataille soviétique
La défense du saillant de Koursk, puis les deux contre-offensives soviétiques (l'opération Koutouzov vers le nord et l'opération Roumiantsev vers le sud), sont dirigés par les maréchaux Gueorgui Joukov (coordination des fronts de l'Ouest, de Briansk et du Centre) et Alexandre Vassilievski (fronts de Voronej et du Sud-Ouest). Le front de la steppe est en réserve de la Stavka, engagé en fonction des besoins.

### Front de l'Ouest
Le front de l'Ouest, alors confié au colonel-général Vassili Sokolovski, est positionné au nord du saillant allemand d'Orel : il participe aux combats lors de la contre-offensive soviétique (l'opération Koutouzov).
50e armée (ru) (lieutenant-général Ivan Boldine)
- 38e corps de fusiliers (Alexei Terechkov)
  - 17e division de fusiliers
  - 326e division de fusiliers
  - 413e division de fusiliers
- 49e division de fusiliers
- 64e division de fusiliers
- 212e division de fusiliers
- 324e division de fusiliers

11e armée de la Garde (lieutenant-général Ivan Bagramyan)
- 8e corps de fusiliers de la Garde
  - 11e division de fusiliers de la Garde
  - 26e division de fusiliers de la Garde
  - 83e division de fusiliers de la Garde
- 16e corps de fusiliers de la Garde
  - 1re division de fusiliers de la Garde
  - 16e division de fusiliers de la Garde
  - 31e division de fusiliers de la Garde
  - 169e division de fusiliers
- 36e corps de fusiliers de la Garde
  - 5e division de fusiliers de la Garde
  - 18e division de fusiliers de la Garde
  - 84e division de fusiliers de la Garde
- 108e division de fusiliers
- 217e division de fusiliers

1re armée aérienne (lieutenant-général Mikhaïl Gromov)
- 2e corps aérien d'attaque au sol
- 2e corps de chasse
- 8e corps de chasse

réserves du front
- 1er corps blindé indépendant (Vasily Butkov)
- 5e corps blindé indépendant (Mikhail Sakhno)
- 371e division de fusiliers

### Front de Briansk
Le front de Briansk, commandé par le colonel-général Markian Popov, est positionné à l'est du saillant allemand d'Orel. Il n'est engagé que lors de la contre-offensive soviétique au nord.
3e armée (lieutenant-général Alexandre Gorbatov)
- 41e corps de fusiliers de la Garde (Viktor Kazimirovich Urbanovich (ru))
  - 235e division de fusiliers
  - 308e division de fusiliers
  - 380e division de fusiliers
- 269e division de fusiliers
- 283e division de fusiliers
- 342e division de fusiliers

61e armée (lieutenant-général Pavel Alekseevich Belov)
- 9e corps de fusiliers de la Garde (Arkady Aleksandrovich Boreiko (ru))
  - 12e division de fusiliers de la Garde
  - 76e division de fusiliers de la Garde
  - 77e division de fusiliers de la Garde
- 97e division de fusiliers
- 110e division de fusiliers
- 336e division de fusiliers
- 356e division de fusiliers
- 415e division de fusiliers

63e armée (lieutenant-général Vladimir Kolpaktchi)
- 5e division de fusiliers
- 41e division de fusiliers
- 129e division de fusiliers
- 250e division de fusiliers
- 287e division de fusiliers
- 348e division de fusiliers
- 397e division de fusiliers

15e armée aérienne (lieutenant-général Nikolai Fedorovich Naumenko (ru))
- 1er corps aérien de chasse de la Garde
- 3e corps aérien d'attaque au sol

réserves du front
- 25e corps de fusiliers
  - 186e division de fusiliers
  - 283e division de fusiliers
  - 362e division de fusiliers
- 1er corps blindé indépendant de la Garde (major-général Mikhail Panov)
- 2e corps d'artillerie de rupture (en renfort à la 63e armée)
- 7e corps d'artillerie de rupture (en renfort à la 61e armée)

### Front du Centre
Le front du Centre, dirigé par le général d'armée Constantin Rokossovski, est chargé d'encaisser l'offensive allemande au nord du saillant de Koursk.
2e armée de chars (lieutenant-général Alexey Grigoryevich Rodin (ru))
- 3e corps de chars (général Maxim Denissovitch Sinenko (ru))
  - 50e brigade de chars
  - 51e brigade de chars
  - 103e brigade de chars
  - 57e brigade de fusiliers motorisés
  - 234e régiment de mortiers
  - 728e bataillon antichar
  - 74e bataillon motocycliste
  - 881e régiment antiaérien
  - 90e bataillon de sapeurs motorisés
- 16e corps de chars (général Grigorev)
  - 107e brigade de chars
  - 109e brigade de chars
  - 164e brigade de chars
  - 15e brigade de fusiliers motorisés
  - 1441e régiment de chasseurs de char
  - 205e bataillon de sapeurs motorisés
  - 51e bataillon motocycliste
  - 614e bataillon antichar
  - 729e bataillon antichar
  - 89e bataillon de mortiers de la Garde
- 7e corps mécanisé de la Garde
  - 24e brigade mécanisée de la Garde
  - 25e brigade mécanisée de la Garde
  - 26e brigade mécanisée de la Garde
  - 57e brigade de chars de la Garde

13e armée (lieutenant-général Nikolaï Poukhov)
- 15e corps (Lioudnikov)
  - 148e division de fusiliers
  - 74e division de fusiliers
  - 8e division de fusiliers
- 17e corps de la Garde (Bondarev)
  - 6e division de fusiliers de la Garde (sur la seconde ligne de défense)
  - 70e division de fusiliers de la Garde
  - 75e division de fusiliers de la Garde (Gorichni)
- 18e corps indépendant de la Garde (Afonin)
  - 2e division aéroportée de la Garde
  - 3e division aéroportée de la Garde
  - 4e division aéroportée de la Garde
  - 254e division de fusiliers
- 29e corps (Slichkine (ru))
  - 15e division de fusiliers
  - 307e division de fusiliers
  - 81e division de fusiliers
- 36e corps (Olechev)[réf. nécessaire]
- 4e corps d'artillerie de rupture
  - 12e division d'artillerie de rupture
  - 5e division d'artillerie de rupture
  - 5e division de lance-roquettes de la Garde
- réserves d'armée
  - 1re brigade antichar
  - 13e brigade antichar
  - 129e brigade de chars
  - 1442e régiment de chasseurs de char
  - 237e brigade de chars
  - 27e régiment de chars de la Garde
  - 294e division de fusiliers
  - 30e régiment de chars de la Garde
  - 43e régiment de chars
  - 48e régiment de chars
  - 58e régiment de chars

48e armée (lieutenant-général Prokofy Logvinovich Romanenko)
- 137e division de fusiliers
- 143e division de fusiliers
- 16e division de fusiliers
- 170e division de fusiliers
- 202e division de fusiliers
- 399e division de fusiliers
- 73e division de fusiliers
- 1540e régiment de chasseurs de char
- 2e brigade antichar
- 20e brigade antichar
- 45e régiment de chars
- 193e régiment de chars

60e armée (lieutenant-général Ivan Tcherniakhovski)
- 1re division d'artillerie
- 14e brigade de chasseurs de chars
- 141e division de fusiliers
- 55e division de fusiliers
- 150e brigade de chars
- 24e corps (général Nikolai Ivanovich Kiryukhin (ru))
  - 112e division de fusiliers
  - 226e division de fusiliers (crée le 27 juillet par fusion des 129e et 42e brigades)
  - 129e brigade de fusiliers
  - 248e brigade de fusiliers
- 30e corps (Lazko)
  - 121e division de fusiliers
  - 322e division de fusiliers
  - 42e brigade de fusiliers

65e armée (lieutenant-général Pavel Batov)
- 149e division de fusiliers
- 181e division de fusiliers
- 193e division de fusiliers (ru)
- 37e division de fusiliers de la Garde
- 255e régiment de chars
- 40e régiment de chars
- 84e régiment de chars
- 27e régiment de chars de la Garde
- 77e corps
  - 194e division de fusiliers
  - 246e division de fusiliers
  - 354e division de fusiliers
  - 60e division de fusiliers
  - 69e division de fusiliers
  - 115e brigade de fusiliers

70e armée (lieutenant-général Ivan Galanine)
- 175e division de fusiliers
- 240e régiment de chars
- 251e régiment de chars
- 28e corps (Nechaev)
  - 102e division de fusiliers
  - 106e division de fusiliers
  - 132e division de fusiliers
  - 140e division de fusiliers (ru)
  - 162e division de fusiliers
  - 211e division de fusiliers
  - 280e division de fusiliers

16e armée aérienne (lieutenant-général Sergueï Roudenko)
455 chasseurs ; 241 avions d'attaque au sol ; 260 bombardiers de jour ; 74 bombardiers de nuit.
- 1re division de chasse de la Garde
- 2e division de chasse de la Garde
- 293e division de chasse
- 299e division de chasse
- 271e division de bombardement de nuit
- 30e corps aérien d'attaque au sol
- 6e corps de chasse
  - 273e division de chasse
  - 279e division de chasse
- 6e corps aérien mixte
  - 282e division de chasse
  - 221e division de bombardement
  - 241e division de bombardement
  - 301e division de bombardement

réserves du front
- 11e brigade de chars
- 357e bataillon de génie indépendant
- 9e corps de chars indépendant (général S.I. Bogdanov)
  - 23e brigade de chars
  - 95e brigade de chars
  - 108e brigade de chars
  - 8e brigade de fusiliers motorisés
  - 133e bataillon de mortiers de la Garde (avec huit lance-roquettes multiples BM-13).
  - 1454e régiment de chasseurs de char
  - 1455e régiment de chasseurs de char
  - 730e bataillon antichar (douze canons antichars de 85 mm)
- 19e corps de chars indépendant (général I.D. Vasileyev ou Vasilev)
  - 79e brigade de chars
  - 101e brigade de chars
  - 202e brigade de chars
  - 26e brigade de fusiliers motorisés
- 1541e régiment de chasseurs de char
- 21e brigade de mortiers
- 21e brigade du NKVD
- 68e brigade de canons
- 8e bataillon disciplinaire
- 40e train blindé

### Front de Voronej
Le front de Voronej, confié à Nikolaï Vatoutine, est chargé d'encaisser l'offensive allemande au sud du saillant, puis de participer à la contre-offensive soviétique (l'opération Roumiantsev).
6e armée de la Garde (Ivan Tchistiakov)
- 22e corps de fusiliers de la Garde
- 23e corps de fusiliers de la Garde

7e armée de la Garde (Mikhaïl Stepanovitch Choumilov)
- 24e corps de fusiliers de la Garde
- 25e corps de fusiliers de la Garde

38e armée (Nikandr Chibisov)
- 50e corps de fusiliers
- 51e corps de fusiliers

40e armée (lieutenant-général Kirill Moskalenko)
- 47e corps de fusiliers
- 52e corps de fusiliers

69e armée (Vasily Krouchenkin)
- 48e corps de fusiliers
- 49e corps de fusiliers

1re armée de chars (colonel-général de la Garde Mikhaïl Katoukov)
- 6e corps de chars
- 31e corps de chars
- 3e corps mécanisé

2e armée aérienne (Stepan Krasovskii)
- 1er corps de bombardiers
- 1er corps d'aviation d'assaut
- 4e corps de chasseurs
- 5e corps de chasseurs

Réserves du front
- 35e corps de fusiliers de la Garde
  - 92e division de fusiliers de la Garde
  - 93e division de fusiliers de la Garde
  - 94e division de fusiliers de la Garde
- 2e corps de chars de la Garde
- 5e corps de chars de la Garde

### Front de la Steppe
Le front de la steppe, commandé par Ivan Koniev, sert de réserve, déployé sur les arrières soviétiques. La Stavka l'engage progressivement et partiellement, armée par armée, pour renforcer la défense, puis pour alimenter la contre-offensive.
4e armée de la Garde (lieutenant-général Grigori Koulik)
- 20e corps de fusiliers de la Garde
  - 5e division aéroportée de la Garde
  - 7e division aéroportée de la Garde
  - 8e division aéroportée de la Garde
- 21e corps de fusiliers de la Garde
  - 68e division de fusiliers de la Garde
  - 69e division de fusiliers de la Garde
  - 80e division de fusiliers de la Garde
- 3e corps de chars de la Garde
  - 3e brigade de chars de la Garde
  - 18e brigade de chars de la Garde
  - 19e brigade de chars de la Garde
  - 2e brigade de fusiliers motorisés de la Garde

5e armée de la Garde (lieutenant-général Alekseï Jadov)
- 32e corps de fusiliers de la Garde (Alexandre Rodimtsev)
  - 13e division de fusiliers de la Garde
  - 66e division de fusiliers de la Garde
  - 6e division aéroportée de la Garde
- 33e corps de fusiliers de la Garde
  - 95e division de fusiliers de la Garde
  - 97e division de fusiliers de la Garde
  - 68e division de fusiliers de la Garde
  - 9e division aéroportée de la Garde
- 42e division de fusiliers de la Garde
- 10e corps de chars
  - 178e brigade de chars
  - 183e brigade de chars
  - 186e brigade de chars
  - 11e brigade de fusiliers motorisés
- 29e division anti-aérienne indépendante

- 5e armée de chars (lieutenant-général Pavel Rotmistrov)
  - 5e corps mécanisé de la Garde
  - 18e corps de chars
  - 29e corps de chars
  - 6e division anti-aérienne indépendante

- 5e armée aérienne (en) (lieutenant-général Sergueï Goriounov (ru))
  - 7e corps aérien
  - 8e corps aérien
  - 3e corps de chasse
  - 7e corps de chasse